# Мелендо, Оскар
Оскар Мелендо Хименес (исп. Óscar Melendo Jiménez; род. 23 августа 1997, Барселона) — испанский футболист, полузащитник клуба «Кадис».

## Клубная карьера
Мелендо — воспитанник клуба «Эспаньол». В 2016 году Оскар подписал первый профессиональный контракт на три года. 20 ноября в матче «Алавеса» он дебютировал в Ла Лиге, заменив во втором тайме Эранана Переса.